# Persone di cognome West
| Questa pagina contiene informazioni ricavate automaticamente dalle voci biografiche con l'ausilio del template Bio e di un bot. L'aggiornamento è periodico e automatico e ricostruisce completamente la pagina. Se manca una persona in questa lista, sei pregato di non aggiungerla, ma accertati piuttosto che la sua voce biografica contenga il template Bio e che i dati anagrafici siano correttamente compilati. Se il template Bio manca, inseriscilo tu stesso o, in alternativa, metti l'avviso {{tmp\|Bio}} che ne segnala la mancanza. Se i dati riportati sono sbagliati, correggi direttamente la voce biografica; le modifiche saranno visibili in questa lista entro pochi giorni. Per chiarimenti vedi il progetto antroponimi. La lista contiene solo le 105 persone che sono citate nell'enciclopedia e per le quali è stato implementato correttamente il template Bio. Pagina aggiornata al 23 lug 2025. |

Questa è una lista di persone presenti nell'enciclopedia che hanno il cognome West, suddivise per attività principale.

## Artisti(1)
- Franz West, artista austriaco (Vienna, n. 1947 - Vienna, † 2012)

## Artisti marziali misti(1)
- Ed West, artista marziale misto statunitense (Olongapo, n. 1983)

## Assassini seriali(1)
- Frederick West, serial killer britannico (Herefordshire, n. 1941 - Birmingham, † 1995)

## Astronomi(1)
- Richard Martin West, astronomo danese (Copenaghen, n. 1941)

## Attori(12)
- Adam West, attore e doppiatore statunitense (Walla Walla, n. 1928 - Los Angeles, † 2017)
- Andrew J. West, attore statunitense (Merrillville, n. 1983)
- Buster West, attore statunitense (Filadelfia, n. 1901 - Encino, † 1966)
- Charles West, attore statunitense (Pittsburgh, n. 1885 - Los Angeles, † 1943)
- Dominic West, attore britannico (Sheffield, n. 1969)
- Julian West, attore, giornalista e produttore cinematografico francese (Parigi, n. 1904 - New York, † 1981)
- Martin West, attore statunitense (Westhampton, n. 1937 - Westport, † 2019)
- Nathan West, attore, musicista e cantante statunitense (Anchorage, n. 1978)
- Red West, attore, cantautore e militare statunitense (Memphis, n. 1936 - Memphis, † 2017)
- Samuel West, attore britannico (Londra, n. 1966)
- Timothy West, attore britannico (Bradford, n. 1934 - Londra, † 2024)
- William West, attore statunitense (Wheeling, n. 1856 - New York, † 1915)

## Attori pornografici(1)
- Randy West, attore pornografico statunitense (New York, n. 1947 - Las Vegas, † 2024)

## Attrici(7)
- Chandra West, attrice canadese (Edmonton, n. 1970)
- Dorothy West, attrice statunitense (Griffin, n. 1891 - Davenport, † 1980)
- Jemima West, attrice francese (Parigi, n. 1987)
- Judi West, attrice statunitense (n. 1942)
- Lillian West, attrice statunitense (New York, n. 1886 - Woodland Hills, † 1970)
- Lydia West, attrice britannica (Londra, n. 1993)
- Mae West, attrice statunitense (New York, n. 1893 - Los Angeles, † 1980)

## Attrici pornografiche(2)
- Desiree West, ex attrice pornografica statunitense (n. 1954)
- Sienna West, ex attrice pornografica statunitense (Los Angeles, n. 1977)

## Bassisti(2)
- Andy West, bassista statunitense (Newport, n. 1953)
- Stu West, bassista britannico (Lincolnshire, n. 1964)

## Batteriste(1)
- Sandy West, batterista e cantautrice statunitense (Long Beach, n. 1959 - San Dimas, † 2006)

## Calciatori(7)
- Alan West, ex calciatore inglese (Hyde, n. 1951)
- Brian West, ex calciatore statunitense (LaGrange, n. 1978)
- Enoch West, calciatore inglese (Hucknall Torkard, n. 1886 - † 1965)
- Gary West, ex calciatore inglese (Scunthorpe, n. 1964)
- Gordon West, calciatore inglese (Barnsley, n. 1943 - Liverpool, † 2012)
- Taribo West, ex calciatore nigeriano (Port Harcourt, n. 1974)
- Woodrow West, calciatore beliziano (Corozal Town, n. 1985)

## Canottieri(3)
- Josh West, canottiere britannico (Santa Fe, n. 1977)
- Kieran West, canottiere britannico (Kingston upon Thames, n. 1977)
- Lawrence West, ex canottiere canadese (Vancouver, n. 1935)

## Cantanti(5)
- Dottie West, cantante statunitense (Smithville, n. 1932 - Nashville, † 1991)
- Eric West, cantante e modello statunitense (New York, n. 1983)
- Leslie West, cantante e chitarrista statunitense (New York, n. 1945 - Palm Coast, † 2020)
- Matthew West, cantante statunitense (Downers Grove, n. 1977)
- North West, cantante, rapper e attrice statunitense (Los Angeles, n. 2013)

## Cestisti(8)
- Al West, cestista canadese (Raymond, n. 1931 - Barnwell, † 2017)
- Doug West, ex cestista e allenatore di pallacanestro statunitense (Altoona, n. 1967)
- David West, ex cestista statunitense (Teaneck, n. 1980)
- Delonte West, ex cestista statunitense (Washington, n. 1983)
- Jerry West, cestista, allenatore di pallacanestro e dirigente sportivo statunitense (Chelyan, n. 1938 - Los Angeles, † 2024)
- Mario West, ex cestista statunitense (Huntsville, n. 1984)
- Mark West, ex cestista, allenatore di pallacanestro e dirigente sportivo statunitense (Petersburg, n. 1960)
- Roland West, ex cestista statunitense (n. 1944)

## Chitarristi(2)
- Allen West, chitarrista statunitense (Brandon, n. 1967)
- Jim West, chitarrista e compositore canadese (Toronto, n. 1953)

## Costumiste(2)
- Clare West, costumista statunitense (Kansas, n. 1889 - San Diego, † 1980)
- Jacqueline West, costumista statunitense

## Criminali(1)
- Allen West, criminale statunitense (New York, n. 1929 - Gainesville, † 1978)

## Doppiatrici(1)
- Debi Mae West, doppiatrice statunitense

## Filologi(1)
- Martin Litchfield West, filologo classico e grecista britannico (Londra, n. 1937 - Oxford, † 2015)

## Filosofi(1)
- Cornel West, filosofo, attivista e politico statunitense (Tulsa, n. 1953)

## Fisici(1)
- Geoffrey West, fisico britannico (Taunton, n. 1940)

## Giocatori di football americano(2)
- Chastin West, ex giocatore di football americano statunitense (Inglewood, n. 1987)
- Terrance West, giocatore di football americano statunitense (Ft. Lauderdale, n. 1991)

## Hockeisti su ghiaccio(1)
- Steve West, ex hockeista su ghiaccio canadese (Peterborough, n. 1952)

## Medici(1)
- Charles West, medico britannico (Londra, n. 1816 - Parigi, † 1898)

## Mezzofondisti(1)
- James West, mezzofondista britannico (n. 1996)

## Modelli(1)
- Joel West, supermodello e attore statunitense (Indianola, n. 1975)

## Multipliste(1)
- Tori West, multiplista australiana (n. 1995)

## Musicisti(1)
- Steve West, musicista statunitense (Charlottesville, n. 1966)

## Nobili(7)
- George West, V conte De La Warr, nobile e politico britannico (n. 1791 - † 1869)
- John West, II conte De La Warr, nobile, politico e ufficiale inglese (n. 1729 - Londra, † 1777)
- Thomas West, III barone De La Warr, nobile inglese (n. 1577 - † 1618)
- Thomas West, II barone De La Warr, nobile inglese (n. 1556 - Wherwell, † 1602)
- Thomas West, IX barone De La Warr, nobile britannico (n. 1475 - † 1554)
- Thomas West, VIII barone De La Warr, nobile britannico (n. 1457 - † 1525)
- William West, I barone De La Warr, nobile inglese (n. 1520 - † 1595)

## Nuotatori(1)
- Mike West, ex nuotatore canadese (Kitchener, n. 1964)

## Pallavolisti(1)
- Matthew West, pallavolista statunitense (Seattle, n. 1993)

## Piloti motociclistici(2)
- Anthony West, pilota motociclistico australiano (Maryborough, n. 1981)
- Jock West, pilota motociclistico britannico (Belvedere, n. 1909 - † 2004)

## Pittori(3)
- Benjamin West, pittore statunitense (Springfield, n. 1738 - Londra, † 1820)
- Richard Whateley West, pittore irlandese (Dublino, n. 1848 - Fiesole, † 1905)
- Robert West, pittore e incisore irlandese (Waterford - Dublino, † 1770)

## Pittrici(1)
- Corinne Michelle West, pittrice statunitense (Chicago, n. 1908 - New York, † 1991)

## Politici(2)
- Allen West, politico e militare statunitense (Atlanta, n. 1961)
- John West, I conte De La Warr, politico e ufficiale inglese (n. 1693 - † 1766)

## Registi(6)
- Jake West, regista, montatore e sceneggiatore britannico (n. 1972)
- Langdon West, regista statunitense (Camden, n. 1886 - New York, † 1947)
- Raymond B. West, regista statunitense (Chicago, n. 1886 - Los Angeles, † 1923)
- Roland West, regista statunitense (Cleveland, n. 1885 - Santa Monica, † 1952)
- Simon West, regista e produttore televisivo britannico (Letchworth Garden City, n. 1961)
- Ti West, regista, sceneggiatore e montatore statunitense (Wilmington, n. 1980)

## Rugbisti a 15(2)
- Dorian West, rugbista a 15 e allenatore di rugby a 15 inglese (Wrexham, n. 1967)
- Richard West, ex rugbista a 15 britannico (Hereford, n. 1971)

## Sceneggiatori(1)
- Paul West, sceneggiatore statunitense (Boston, n. 1871 - † 1918)

## Sciatrici alpine(1)
- Ann West, ex sciatrice alpina statunitense (n. 1987)

## Scrittori(1)
- Morris West, scrittore australiano (Melbourne, n. 1916 - Sydney, † 1999)

## Scrittrici(4)
- Dorothy West, scrittrice statunitense (Boston, n. 1907 - Boston, † 1998)
- Lindy West, scrittrice statunitense (Seattle, n. 1982)
- Jessamyn West, scrittrice statunitense (Vernon, n. 1902 - Contea di Napa, † 1984)
- Tracey West, scrittrice statunitense (New Jersey, n. 1965)

## Skeletonisti(1)
- Greg West, skeletonista statunitense (Springfield, n. 1985)

## Slittinisti(1)
- Tucker West, slittinista statunitense (Ridgefield, n. 1995)

## Tastieristi(1)
- Richard West, tastierista, compositore e produttore discografico britannico (Londra, n. 1967)

## Tennisti(1)
- Allen West, tennista statunitense (Mobile, n. 1872 - † 1952)